# Хуан Цюань
Хуан Цюань (黃荃, 900 — 965) — китайський художник епохи П'яти царств, один із засновників жанру «квіти і птахи» — хуа-няо.

## Життєпис
Народився 900 року в м. Ченду (сучасна провінція Сичуань). Про життя Хуан Цюаня відомо тільки, що він походив з місцевої знатної родини і працював художником при дворі царства Шу (907—965).

## Творчість
Хуан Цюань працював у станковому та монументальному живописі, звертаючись до пейзажу — шань-шуй (山水, «живопис гір і вод»), жанру жень-у (人物 , «живопис фігур»), тобто фігуративного живопису, що охоплював портрет, твори на релігійні, побутові теми й анімалістичні композиції, проте найбільш яскраво проявив себе в живописі «квітів і птахів».
Наймасштабнішим твором Хуан Цюаня є розпис залу палацу володаря царства Шу, що складався з картин шести птахів, показаних в різних позах і ракурсах (кожна композиція мала власну назву, наприклад «Крик до небес», «Той, що танцює у вихорі»). З огляду на копії, що дійшли до нас, фігури птахів були виконані на гладкій поверхні без будь-яких додаткових атрибутів або орнаментальних деталей, проте зовнішній вигляд журавлів був опрацьований з ретельністю, що дозволяла розрізнити найтонші зміни фактури пір'я. Картина здобула таке високе визнання, що по суті визначила назву самого палацу — «Палац шести журавлів» («Люхе-гун»).
Творча спадщина Хуан Цюаня в станковому живописі була надзвичайно багата: в каталозі імператорського зібрання живопису «Сюань-хе хуапу» («Каталог мальовничих колекцій періоду під девізом правління Сюань-хе»), перераховано 349 його творів, з огляду на назви яких художник став засновником декількох тематичних напрямків у рамках хуа-няо, зокрема «живопису півоній» (муданья-хуа) та створив 16 картин на цю тему. Проте збереглися лише дві його роботи, що дійшли в копіях XI—XII ст. і представлені в колекції пекінського Музею Гугун: альбомний аркуш «Сі лу ея» («Качки в очеретах» 28х27 см, шовк, туш, фарби) і картина «Се шен чженьцінь» («Начерки рідкісних птахів» 41,5 х70 см, папір, туш, фарби). Перша з них є камерною, ліричною і разом з тим гранично реалістичною замальовкою: в тихій заводі, пливучи по спокійній воді, качка чистить дзьобом пір'я, в той час як застиглий на березі під листям очерету качур, здається, милується подругою. Картина відрізняється не тільки віртуозним листом, що вражає чіткістю ліній і ретельністю в передачі деталей натури, але також пишністю колірної гами, що створює, спільно з манерою письма, враження загальної декоративності. Очевидно, що ці особливості стилістики Хуан Цюаня сходять до придворного живопису епохи Тан, яка в цілому відрізнялася зовнішньою барвистістю і тонкістю малюнка. На другій картині зображені більше ніж 20 фігур різних птахів і тварин, зокрема малюнок черепахи. Не зв'язані між собою і теж відзначені особливою ретельністю письма, ці зображення свідчать про знання натури і вміння художника передавати різних живих істот у будь-яких ракурсах і позах.
Стилістичний варіант «квітів і птахів», розроблений обома майстрами одержав потім образні назви «манера знатності і краси батька і сина сімейства Хуан» (Хуанши фуцзи хуафен фулі) і «Стиль багатства і знатності» (фугуй) й до другої половини XI ст. займав панівне становище у станковому живописі. Продовжуючи розвиватися в бік посилення барвистості і декоративності, він набув популярності не тільки у придворних, але також і самодіяльних художників із середовища столичної знаті (так званий живопис чиновників і знаті, шідафу-хуа).

## Значення
Творчість Хуан Цюаня показує, що з самого початку формування жанру «квіти і птахи» у ньому проявилася тенденція до внутрішньої конкретизації. Вона передбачала появу композицій з окремих рослин і тварин або відтворення фрагментів природи за участю яких-небудь певних персонажів, наприклад, болотних (журавлі, чаплі) або водоплавних (качки), птахів, мешканців водної стихії (креветок й риб), квітів в оточенні комах (найчастіше, метеликів). Процес все більшої тематичної диференціації призвів до виділення безлічі сюжетних і стилістиці—тематичних варіантів хуа-няо, об'єднаних теоретиками в групи, що отримали спеціальні назви. Найважливішими з них є «пір'я і пух» або «птахи та тварини» (лін-мао) — зображення дрібних домашніх (кішка, собака) і диких (заєць) тварин, що тяжіють до анімалістичного живопису, «пернаті» (цінь-няо) — картини, присвячені винятково птахам, і варіанти зображення рослин — «живопис бамбука» (мо-чжу), «живопис сливи» (мо-мей), «живопис лотоса» (лянь-ху), «живопис орхідей» (лань-хуа), «живопис півоній» (муданья-хуа).

## Родина
Хуан Цюаню спадкував його син — Хуан Цзюйцай (932—993), який став згодом відомим майстром при дворі імперії Сун. Інший син, Хуан Цзибао, також мав талант художника, проте зарано помер — у 960 році.